# Testeur de carte mère

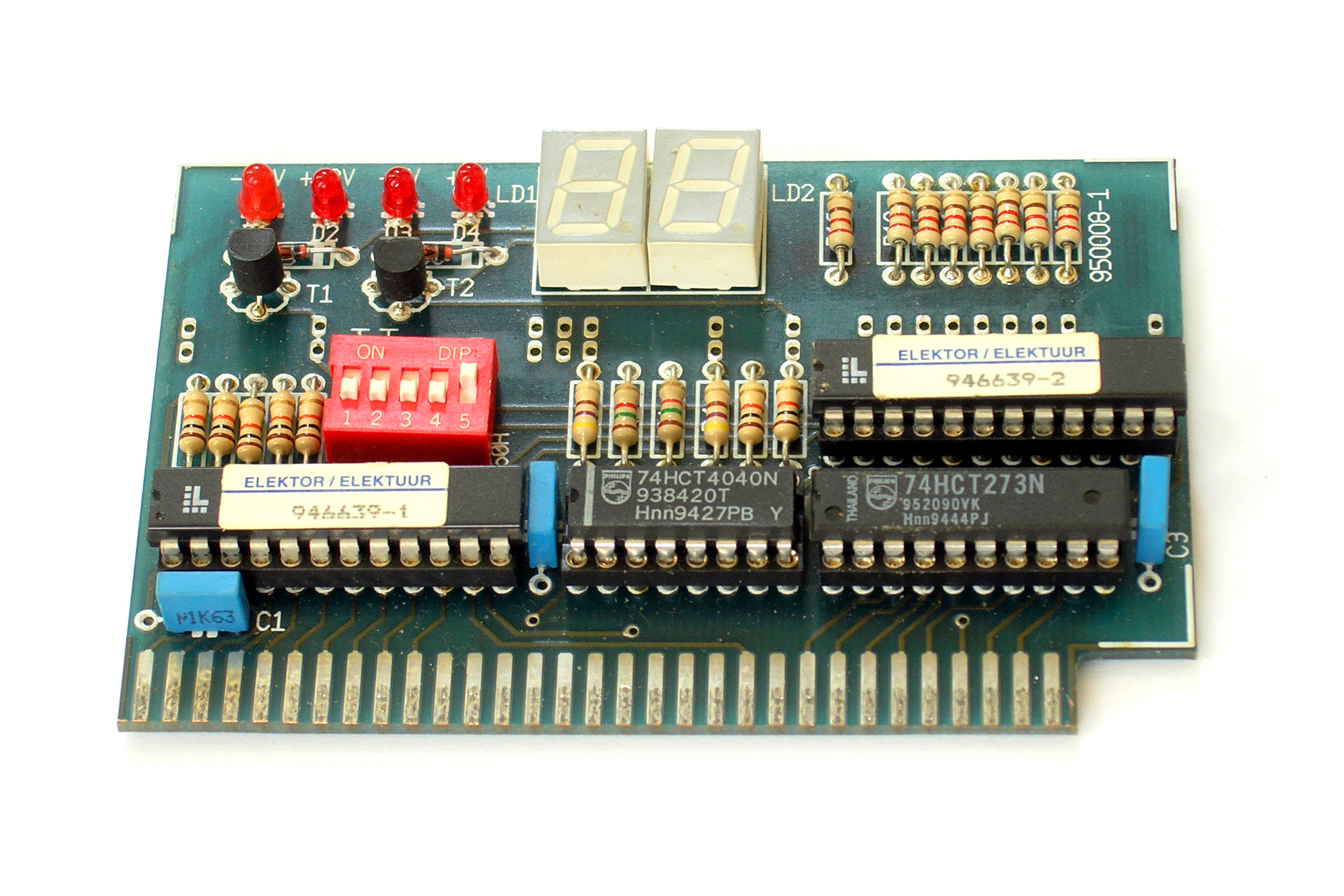
Testeur pour bus ISA. Deux afficheurs 7 segments montrent le code POST. Quatre LEDs affichent la présence de +/-5V et +/-12V.

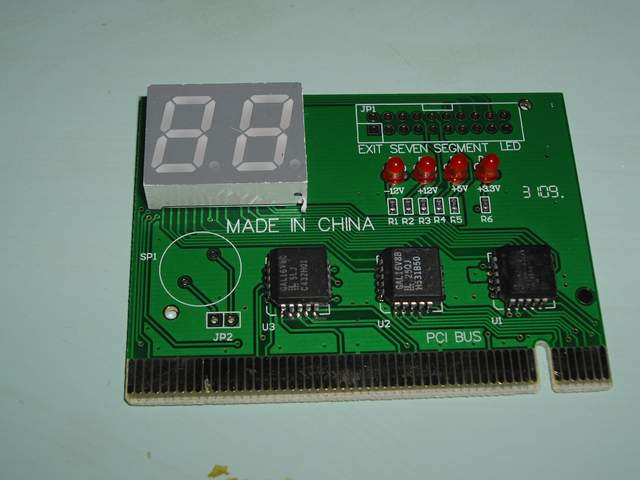
Testeur pour bus PCI.

En informatique, un testeur de carte mère (POST card en anglais) est une carte d'extension enfichable qui affiche l'avancement de l'auto-diagnostic au démarrage (power-on self-test ou POST) d'un ordinateur de type PC, ainsi que les codes d'erreurs éventuels. Il est utilisé pour dépanner les ordinateurs qui n'arrivent pas à démarrer.

## Principe de fonctionnement
Pour que le testeur fonctionne, il faut au minimum que les composants suivants fonctionnent :
- le processeur ;
- le BIOS ;
- l'interface dans laquelle ce testeur est enfiché.

Lors de l'amorçage, le BIOS envoie des codes formés de chiffres hexadécimaux à un port d'entrée-sortie spécialisé, en général le port d'adresse 80 (en hexadécimal). Certains de ces codes indiquent une étape de la procédure d'amorçage, d'autres identifient des erreurs. La signification de chaque code dépend du BIOS et doit donc être consultée dans une table. Par exemple, pour le IBM PC/AT de 1984, le code 1D est envoyé quand le système est « sur le point de déterminer la taille de la mémoire au-dessus de 1024 Ko », et le code 2D est envoyé lorsque se produit une « panne du contrôleur clavier 8042, erreur système 105 ».
Si le démarrage échoue, on dispose du code de la dernière étape ou de la dernière erreur. Les testeurs de carte mère fournissent des informations même lorsqu'un écran usuel n'est pas disponible, soit parce qu'il n'est pas pratique de connecter un moniteur, soit parce que le problème survient avant que le sous-système vidéo ne soit opérationnel.

## Utilisation
Les testeurs de carte mère s'insèrent dans un slot d'expansion. Il en existe au standard (dépassé) ISA (ainsi qu'en EISA), au standard PCI, sur port parallèle et d'autres variantes. Mini PCIe, sur ordinateurs portables, est pris en charge par certaines cartes, mais avec des restrictions. De nombreuses cartes pour ordinateurs de bureau ont à la fois une interface ISA (complètement désuète) d'un côté et PCI de l'autre, et de nombreuses cartes pour ordinateurs portables ont à la fois un connecteur miniPCI et une prise parallèle (plus de l'USB pour l'alimenter en électricité).
On doit disposer des informations sur la signification des codes POST pour les différents BIOS pour pouvoir interpréter les codes. Ces informations sont fournies avec les cartes, mais deviennent rapidement dépassées lorsque de nouveaux BIOS sont publiés. On dispose néanmoins d'informations sur les sites web des fabricants des testeurs et sur des sites web indépendants.
De nombreuses cartes ne font pas qu'afficher les codes numériques, mais informent également sur les tensions, les signaux d'horloge, le signal de réinitialisation (reset) et d'autres informations.

## Scénarios d'utilisation
Les testeurs de carte mère pour PC étaient très chers au début, mais les premiers prix commencent à quelques euros au XXIe siècle.
Certaines cartes-mères possèdent un affichage intégré pour diagnostiquer les problèmes matériels. La plupart rapportent les problèmes d'auto-diagnostic avec une série de bips sonores, si un haut-parleur est présent sur la carte-mère. De telles cartes-mères diminuent l'intérêt des testeurs.
Quand les testeurs ont fait leur apparition, les cartes-mères étaient chères et il était intéressant de les diagnostiquer et de les réparer. Vers la fin du XXe siècle, l'intégration des composants, la production de masse et le passage d'un grand nombre de fabricants de cartes-mères de qualité souvent douteuse à un petit nombre de sociétés fiables ont fait que les cartes-mères sont devenues des composants bon marché et tombant peu en panne. On a donc cessé la plupart du temps de réparer les cartes-mères, pour les remplacer par de nouvelles cartes, en en profitant pour passer à des modèles plus récents. Dans ce contexte, les testeurs de carte mère servent surtout à déterminer si ce sont les composants soudés sur la carte mère plutôt que des composants externes comme les cartes vidéo, la RAM, etc. qui sont en panne.